# Ballon (Sarthe)
Ballon ist eine Commune déléguée in der französischen Gemeinde Ballon-Saint Mars mit 1.379 Einwohnern (Stand: 1. Januar 2018) im Département Sarthe in der Region Pays de la Loire. 
Seit dem 1. Januar 2016 bilden Ballon und Saint-Mars-sous-Ballon die Commune nouvelle Ballon-Saint Mars. Die Gemeinde Ballon gehörte zum Arrondissement Le Mans und zum Kanton Ballon.
Nachbargemeinden waren:
- Teillé
- Lucé-sous-Ballon
- Congé-sur-Orne
- Saint-Mars-sous-Ballon
- Souligné-sous-Ballon
- Montbizot

## Bevölkerungsentwicklung
| Jahr      | 1962  | 1968  | 1975  | 1982  | 1990  | 1999  | 2007  | 2018  |
| Einwohner | 1.258 | 1.169 | 1.231 | 1.236 | 1.269 | 1.382 | 1.297 | 1.379 |

## Sehenswürdigkeiten
- Schloss Ballon (11. und 14. Jahrhundert, Monument historique)
- Kirche Saint-Georges
- Pavillon de Lansac (Hospiz, 1735)

## Gemeindepartnerschaften
- Billinghay, England, Lincolnshire

## Film
In Ballon wurden Teile des Films „Le Beau Mariage“ von Eric Rohmer gedreht.